# Кетогенна дієта

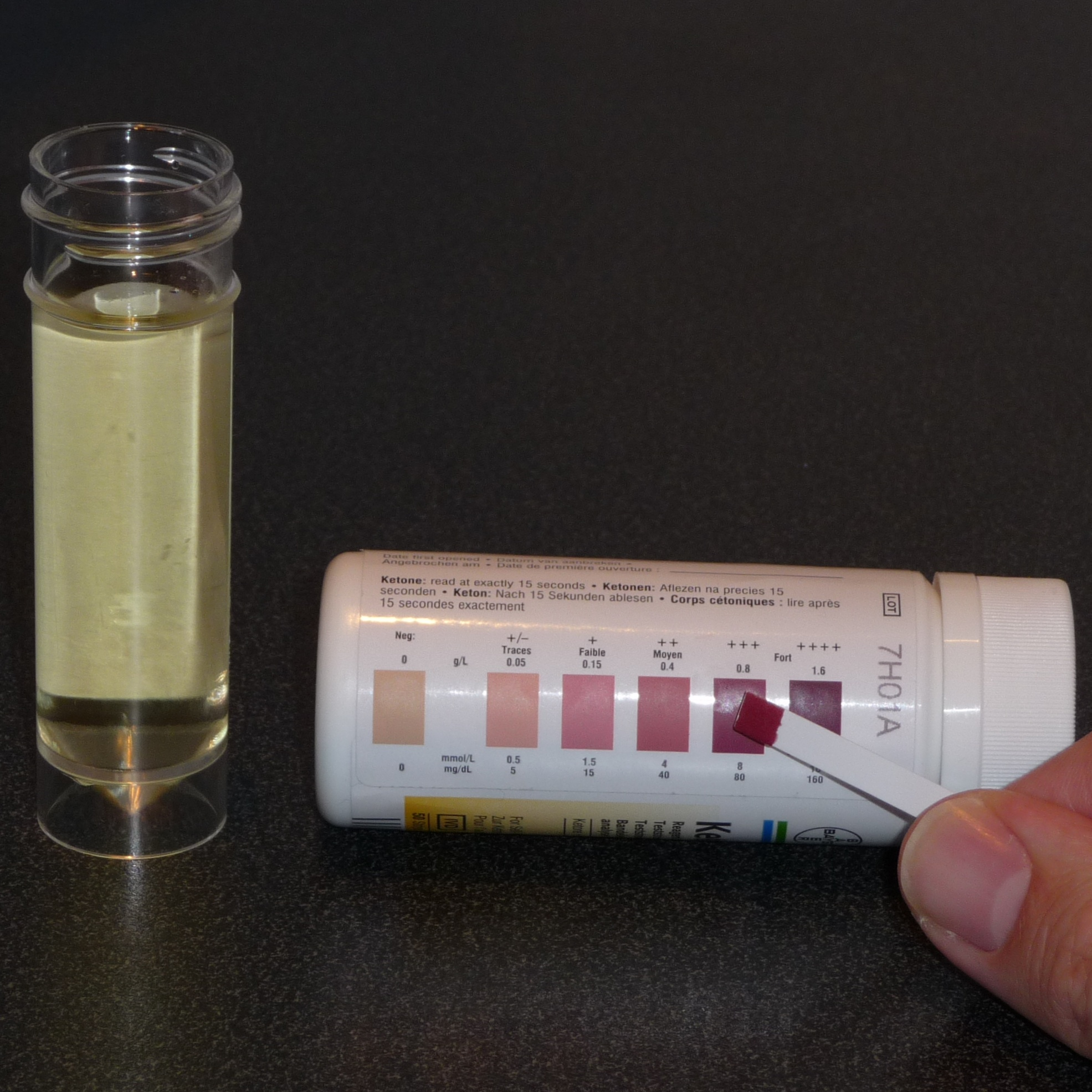
Визначення кетонових тілець у сечі

Кетогенна дієта — система харчування з високою часткою жирів, нормальною часткою білків і низькою часткою вуглеводів, що використовується в медицині головно для лікування дитячої епілепсії, що важко піддається медикаментозному контролю (рефракторна епілепсія). 
Кетогенна дієта змушує організм спалювати жири набагато більше, аніж вуглеводи. У нормі, вуглеводи з продуктів харчування перетворюються в глюкозу, яка відтак транспортується по організму і є зокрема важливою для енергозабезпечення функціонування головного мозку. Утім, якщо дієта містить малу кількість вуглеводів, то печінка перетворює жири на жирні кислоти та кетонові тіла. Кетонові тіла з кровоплином потраплюють в тканину головного мозку і заміщують глюкозу в ролі основного джерела енергії. Підвищений рівень кетонових тілець у крові (так званий кетоз) призводить до зниження частоти нападів епілептичних нападів. Близько половини дітей і молодих людей з епілепсією, які використовували якусь із форм цієї дієти, повідомляли про зниження частоти епілептичних судом щонайменше удвічі, а цей позитивний ефект персистував навіть після скасування кетогенної дієти. 
Є дані про те, що дієта може позитивно впливати і на дорослих, хворих на епілепсію, а її менш строгий режим, як-от модифікована дієта Аткінса, має подібну ефективність. До можливих побічних ефектів належать закрепи, гіперхолестеринемія, сповільнення росту, ацидоз та каменеутворення в нирках.

## Чит. також
- Freeman JM, Kossoff EH, Freeman JB, Kelly MT. The Ketogenic Diet: A Treatment for Children and Others with Epilepsy. 4th ed. New York: Demos; 2007. ISBN 1-932603-18-2.